# Micromuntatge

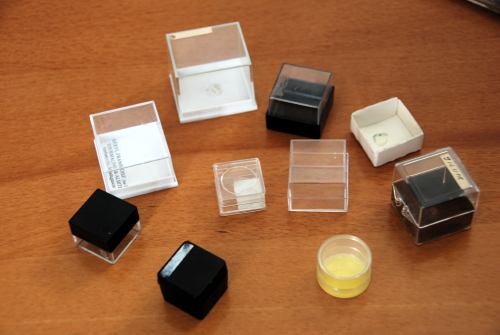
Capses de micromuntatges i micros

Un micromuntatge (de l'anglès micromount) és un terme utilitzat pels col·leccionistes de minerals per descriure els espècimens de minerals que acostumen a mostrar-se dins de capses petites i etiquetades amb les dades rellevant de la mostra, com ara el nom del mineral i la ubicació d'on prové. Un muntatge adequat preserva els cristalls delicats i facilita el seu maneig.
No s'ha confondre amb el terme micro, que s'empra per descriure els espècimens de minerals que tan sols s'aprecien mitjançant una ajuda òptica, normalment una lent manual o un microscopi binocular. L'augment emprat oscil·la entre 10 i 40 vegades.
Tant les col·leccions d'exemplars micros com els micromuntatges comparteixen una sèrie d'avantatges respecte a la recollida d'exemplars més grans:
- ocupen menys espai i solen tenir un cost inferior que els exemplars més grans,
- els cristalls petits solen trobar-se millor definits que els més grans,
- sovint es poden recollir mostres més fàcilment en llocs que rarament o mai produeixen exemplars amb grans cristalls,
- algunes espècies, normalment espècies rares, només es troben en mides microscòpiques.[2]

En llengua anglesa s'han publicat diversos llibres sobre el micromuntatge, entre els que de destaquen el de Milton Speckels el 1965, i el de Quintin Wight el 1993.